# Festival Internacional de Cine de Cannes de 2025
La 78ª edición del Festival de Cine de Cannes inició el 13 y terminó el 24 de mayo de 2025. La actriz francesa Juliette Binoche presidió el jurado del certamen principal.
El cartel doble oficial del festival, en el que aparecen la actriz Anouk Aimée y el actor Jean-Louis Trintignant en la película Un hombre y una mujer (1966), de Claude Lelouch, ganadora de la Palma de Oro en el Festival Internacional de Cine de Cannes de 1966, fue diseñado por Hartland Villa. El actor francés Laurent Lafitte fue el anfitrión de las ceremonias de inauguración y clausura.
La Palma de Oro honorífica se entregó a Robert De Niro durante la ceremonia de inauguración del festival. Posteriormente, el 19 de mayo del 2025 se anunció la entrega de ese mismo reconocimiento a Denzel Washington.
Un día después del anuncio de la selección oficial de la ACID, la fotoperiodista palestina Fátima Hassouna, uno de los principales protagonistas del documental Put Your Soul on Your Hand and Walk, de Sepideh Farsi, murió junto con diez miembros de su familia en un ataque aéreo israelí contra su casa en la ciudad de Gaza el 16 de abril de 2025. El festival emitió un comunicado oficial en el que expresaba sus condolencias y criticaba la actual violencia en Gaza.
El festival se inauguró con la comedia francesa Partir un jour, de Amélie Bonnin, que, basado en su propio cortometraje homónimo (en inglés, Bye, Bye ) del 2021, se estrenó ese mismo día en las salas de Francia.

## Jurado

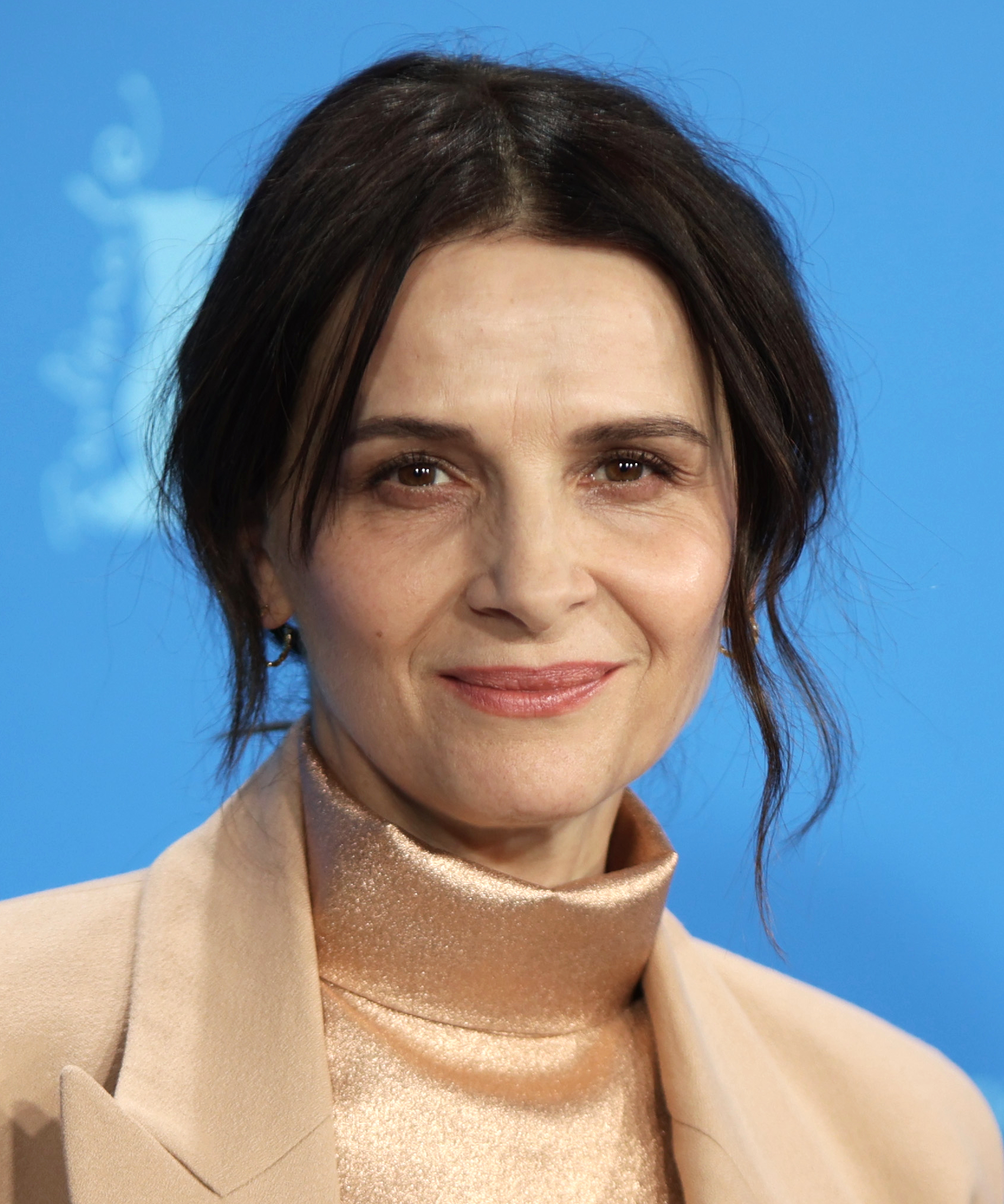
Juliette Binoche, Presidenta del Jurado de la Competición Principal.

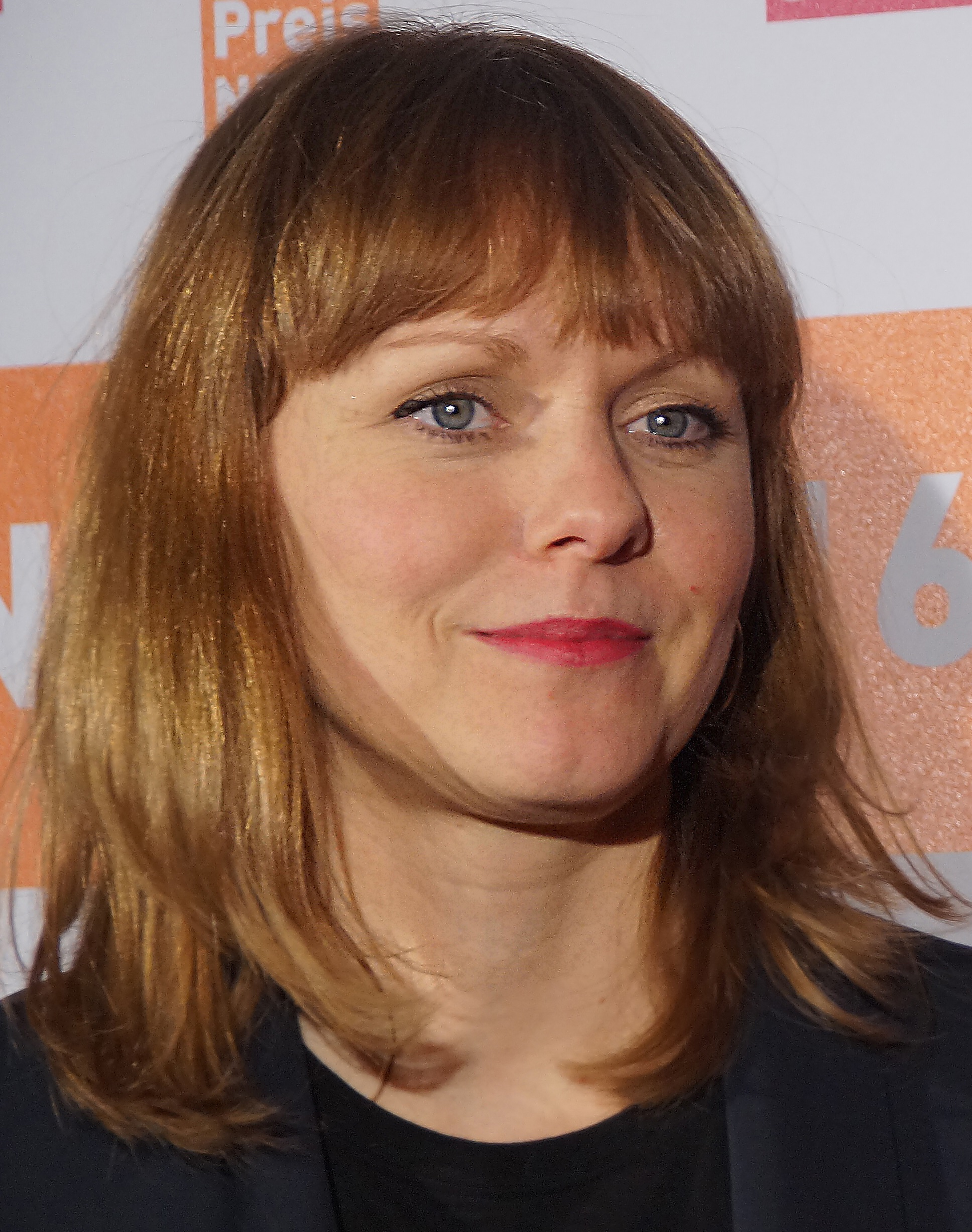
Maren Ade, Presidenta de la Cinéfondation y del Jurado de la Competición de Cortometrajes.

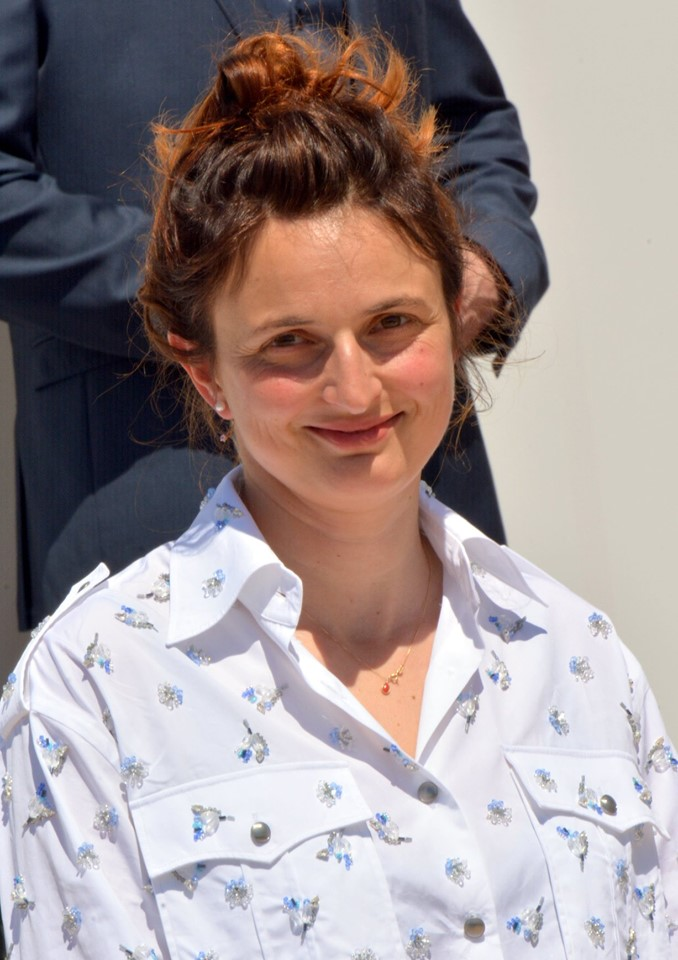
Alice Rohrwacher, Presidenta del Jurado de la Caméra d'Or.

### Competencia principal
- Juliette Binoche, actriz francesa - Presidenta del Jurado.[2]
- Halle Berry, actriz y directora estadounidense.[12]
- Dieudo Hamadi, director y productor congoleño.
- Payal Kapadia, directora india.
- Carlos Reygadas, director mexicano.
- Alba Rohrwacher, actriz italiana.
- Hong Sang-soo, director surcoreano.
- Leïla Slimani, guionista marroquí.
- Jeremy Strong, actor estadounidense.

### Un Certain Regard
- Molly Manning Walker, cineasta y directora de fotografía británica - Presidenta del Jurado.[13]
- Nahuel Pérez Biscayart, actor argentino.
- Louise Courvoisier, cineasta francosuizo.
- Vanja Kaluđerčić, programador de cine croata y director del Festival Internacional de Cine de Róterdam.
- Roberto Minervini, cineasta, productor y guionista italiano.

### Cinéfondationy Competencia de Cortometrajes
- Maren Ade, cineasta y productor alemán - Presidente del Jurado.[14]
- José María Prado García, productor español y ex director de Filmoteca Española.
- Reinaldo Marcus Green, cineasta y productor estadounidense.
- Camélia Jordana, actriz, cantante y compositora francesa.
- Nebojša Slijepčević, cineasta croata.

### Caméra d'Or
- Alice Rohrwacher, cineasta italiana - Presidenta del Jurado.[15]

### Competencia de Inmersión
- Luc Jacquet, cineasta francés – Presidente del Jurado.[16]
- Laurie Anderson, artista estadounidense.
- Tania de Montaigne, escritora francesa.
- Martha Fiennes, cineasta británica.
- Tetsuya Mizuguchi, creador de videojuegos japonés.

### L'Œil d'Or
- Julie Gayet, actriz y productora francesa  – Presidenta del Jurado.[17]
- Carmen Castillo, cineasta chilena.
- Frédéric Maire, director suizo de la Cinémathèque suisse.
- Juliette Favreul Renaud, productora francesa.
- Marc Zinga, actor congoleño-belga.

### Semana de la Crítica
- Rodrigo Sorogoyen, cineasta español – Presidente del Jurado.[18]
- Yulia Evina Bhara, productora indonesia.
- Jihane Bougrine, periodista marroquí.
- Josée Deshaies, director de fotografía franco-canadiense.
- Daniel Kaluuya, actor y cineasta británico.

### Queer Palm
- Christophe Honoré, cineasta francés - Presidente del Jurado.[19]

## Selección oficial

### En competencia
Las siguientes películas fueron seleccionadas para competir por la Palma de Oro:
| Título en inglés        | Título original        | Director(es)          | País de producción                                          |
| ----------------------- | ---------------------- | --------------------- | ----------------------------------------------------------- |
| Alpha                   | Alpha                  | Julia Ducournau       | Francia, Bélgica                                            |
| Die, My Love            | Die, My Love           | Lynne Ramsay          | Estados Unidos                                              |
| Dossier 137             | Dossier 137            | Dominik Moll          | Francia                                                     |
| Eagles of the Republic  | Eagles of the Republic | Tarik Saleh           | Suecia, Francia, Dinamarca, Finlandia                       |
| Eddington               | Eddington              | Ari Aster             | Estados Unidos                                              |
| Fuori                   | Fuori                  | Mario Martone         | Italia, Francia                                             |
| The History of Sound    | The History of Sound   | Oliver Hermanus       | Reino Unido, Estados Unidos                                 |
| It Was Just an Accident | یک تصادف ساده          | Jafar Panahi          | Irán, Francia, Luxemburgo                                   |
| The Little Sister       | La Petite Dernière     | Hafsia Herzi          | Francia, Alemania                                           |
| The Mastermind          | The Mastermind         | Kelly Reichardt       | Estados Unidos, Reino Unido                                 |
| Nouvelle Vague          | Nouvelle Vague         | Richard Linklater     | Francia                                                     |
| The Phoenician Scheme   | The Phoenician Scheme  | Wes Anderson          | Estados Unidos, Alemania                                    |
| Renoir                  | ルノワール             | Chie Hayakawa         | Japón, Francia, Singapur, Filipinas, Indonesia              |
| Resurrection            | 狂野时代               | Bi Gan                | China, Francia, Estados Unidos                              |
| Romería                 | Romería                | Carla Simón           | España, Alemania                                            |
| The Secret Agent        | O Agente Secreto       | Kleber Mendonça Filho | Brasil, Francia, Alemania, Países Bajos                     |
| Sentimental Value       | Affeksjonsverdi        | Joachim Trier         | Noruega, Francia, Alemania, Dinamarca, Suecia, Reino Unido  |
| Sirat                   | Sirat                  | Óliver Laxe           | España, Francia                                             |
| Sound of Falling        | In die Sonne schauen   | Mascha Schilinski     | Alemania                                                    |
| Two Prosecutors         | Два прокурора          | Serguéi Loznitsa      | Letonia, Francia, Alemania, Países Bajos, Rumanía, Lituania |
| Woman and Child         | زن و بچه               | Saeed Roustayi        | Irán                                                        |
| The Young Mother's Home | Jeunes mères           | Hermanos Dardenne     | Bélgica, Francia                                            |

### Un Certain Regard
Las siguientes películas fueron seleccionadas para competir en la sección Un Certain Regard:
| Título en inglés                          | Título original                   | Director(es)                          | País de producción                        |
| ----------------------------------------- | --------------------------------- | ------------------------------------- | ----------------------------------------- |
| Aisha Can't Fly Away (CdO)                | عائشة لم تعد قادرة على الطيران    | Morad Mostafa                         | Egipto, Catar, Túnez                      |
| Caravan (CdO)                             | Karavan                           | Zuzana Kirchnerová                    | República Checa, Eslovaquia, Italia       |
| The Chronology of Water (CdO)             | The Chronology of Water (CdO)     | Kristen Stewart                       | Francia, Reino Unido, Estados Unidos      |
| Eleanor the Great (CdO)                   | Eleanor the Great (CdO)           | Scarlett Johansson                    | Estados Unidos                            |
| The Great Arch                            | L’inconnu de la Grande Arche      | Stéphane Demoustier                   | Francia                                   |
| Heads or Tails?                           | Testa o croce?                    | Matteo Zoppis y Alessio Rigo de Righi | Italia, Estados Unidos                    |
| Homebound                                 | Homebound                         | Neeraj Ghaywan                        | India                                     |
| I Only Rest in the Storm                  | O Riso e a Faca                   | Pedro Pinho                           | Portugal                                  |
| The Last One for the Road                 | Le città di pianura               | Francesco Sossai                      | Italia                                    |
| Love Me Tender                            | Love Me Tender                    | Anna Cazenave Cambet                  | Francia                                   |
| Meteors                                   | Météors                           | Hubert Charuel                        | Francia                                   |
| My Father's Shadow (CdO)                  | My Father's Shadow (CdO)          | Akinola Davies Jr.                    | Reino Unido, Irlanda, Nigeria             |
| The Mysterious Gaze of the Flamingo (CdO) | La misteriosa mirada del flamenco | Diego Céspedes                        | Chile, Francia, Alemania, España, Bélgica |
| Once Upon a Time in Gaza                  | Once Upon a Time in Gaza          | Tarzan y Arab Nasser                  | Palestina, Francia, Portugal              |
| A Pale View of Hills                      | 遠い山なみの光                    | Kei Ishikawa                          | Japón, Reino Unido, Polonia               |
| Pillion (CdO)                             | Pillion (CdO)                     | Harry Lighton                         | Reino Unido, Irlanda                      |
| The Plague (CdO)                          | The Plague (CdO)                  | Charlie Polinger                      | Australia, Estados Unidos                 |
| Promised Sky                              | Promis le ciel                    | Erige Sehiri                          | Túnez, Francia, Países Bajos, Catar       |
| Un Poeta                                  | Un Poeta                          | Simón Mesa Soto                       | Colombia, Alemania, Suecia                |
| Urchin (CdO)                              | Urchin (CdO)                      | Harris Dickinson                      | Reino Unido                               |

(CdO) indica película candidata a la Caméra d'or como ópera prima.

### Fuera de Competencia
Las siguientes películas fueron seleccionadas para ser proyectadas Fuera de Competencia:
| Título en inglés                     | Título original                   | Director(es)          | País de producción          |
| ------------------------------------ | --------------------------------- | --------------------- | --------------------------- |
| Bye Bye (película de apertura) (CdO) | Partir un jour                    | Amélie Bonnin         | Francia                     |
| The Coming of the Future             | La venue de l'avenir              | Cédric Klapisch       | Francia                     |
| Highest 2 Lowest                     | Highest 2 Lowest                  | Spike Lee             | Estados Unidos, Japón       |
| Misión imposible: Sentencia final    | Misión imposible: Sentencia final | Christopher McQuarrie | Estados Unidos              |
| The Richest Woman in the World       | La femme la plus riche du monde   | Thierry Klifa         | Francia, Bélgica            |
| Vie privée                           | Vie privée                        | Rebecca Zlotowski     | Francia                     |
| Proyecciones de Medianoche           |                                   |                       |                             |
| The Exit 8                           | 8番出口                           | Genki Kawamura        | Japón                       |
| Honey Don't!                         | Honey Don't!                      | Ethan Coen            | Estados Unidos, Reino Unido |
| No One Will Know                     | Le Roi Soleil                     | Vincent Maël Cardona  | Francia                     |
| The Residence                        | Dalloway                          | Yann Gozlan           | Francia, Bélgica            |
| Sons of the Neon Night               | 風林火山                          | Juno Mak              | Hong Kong, China            |

(CdO) indica película candidata a la Caméra d'or como ópera prima.

### Estreno en Cannes
Las siguientes películas fueron seleccionadas para ser proyectadas en la sección Estreno en Cannes:
| Título en inglés                   | Título original                    | Director(es)          | País de producción                              |
| ---------------------------------- | ---------------------------------- | --------------------- | ----------------------------------------------- |
| Amrum                              | Amrum                              | Fatih Akin            | Alemania                                        |
| Connemara                          | Connemara                          | Alex Lutz             | Francia                                         |
| The Disappearance of Josef Mengele | Das Verschwinden des Josef Mengele | Kiril Serébrennikov   | Alemania, Francia, Reino Unido, España          |
| Love on Trial                      | 恋愛裁判                           | Koji Fukada           | Japón, Francia                                  |
| The Love That Remains              | Ástin Sem Eftir Er                 | Hlynur Pálmason       | Islandia, Dinamarca, Francia, Finlandia, Suecia |
| Magellan                           | Magalhães                          | Lav Díaz              | Portugal, España, Filipinas, Francia            |
| Orwell: 2+2=5 (ŒdO)                | Orwell: 2+2=5 (ŒdO)                | Raoul Peck            | France, United States                           |
| Splitsville                        | Splitsville                        | Michael Angelo Covino | United States                                   |
| The Wave                           | La ola                             | Sebastián Lelio       | Chile                                           |

### Proyecciones Especiales
Las siguientes películas fueron seleccionadas para ser proyectadas en la sección Proyecciones Especiales:
| Título en inglés                             | Título original                          | Director(es)                     | País de producción                                   |
| -------------------------------------------- | ---------------------------------------- | -------------------------------- | ---------------------------------------------------- |
| Arco (CdO)                                   | Arco (CdO)                               | Ugo Bienvenu                     | Francia                                              |
| Bono: Stories of Surrender (ŒdO)             | Bono: Stories of Surrender (ŒdO)         | Andrew Dominik                   | Australia, Estados Unidos                            |
| Little Amélie or the Character of Rain (CdO) | Amélie et la Métaphysique des Tubes      | Maïlys Vallade and Liane-Cho Han | Francia                                              |
| A Magnificent Life                           | Marcel et Monsieur Pagnol                | Sylvain Chomet                   | Francia, Canadá, Bélgica, Luxemburgo, Estados Unidos |
| Mama (CdO)                                   | Mama (CdO)                               | Or Sinai                         | Israel                                               |
| Tell Her That I Love Her                     | Dites-lui que je l'aime                  | Romane Bohringer                 | Francia                                              |
| The Wonderers (CdO)                          | Qui Brille au Combat                     | Joséphine Japy                   | Francia                                              |
| Homenaje a Pierre Richard                    |                                          |                                  |                                                      |
| L’Homme qui a vu l’Ours qui a vu l’Homme     | L’Homme qui a vu l’Ours qui a vu l’Homme | Pierre Richard                   | Francia                                              |

(CdO)' indica película candidata a la Caméra d'or como ópera prima.
(ŒdO) indica película elegible para el L'Œil d'or] como documental.

### Competencia de cortometrajes
Seleccionados entre 4781 películas, nueve son cortometrajes de ficción y dos, cortometrajes de animación. Los siguientes cortometrajes fueron seleccionados para competir por la Palma de Oro al mejor cortometraje:
| Título en inglés           | Título original               | Director(es)                            | País de producción |
| -------------------------- | ----------------------------- | --------------------------------------- | ------------------ |
| Agapito                    | Agapito                       | Arvin Belarmino and Kyla Danelle Romero | Filipinas          |
| Ali                        | Ali                           | Adnan Al Rajeev                         | Bangladesh         |
| Arguments in Favor of Love | Disputes en Faveur de l’Amour | Gabriel Abrantes                        | Francia, Portugal  |
| Dammen                     | Dammen                        | Grégoire Graesslin                      | Francia            |
| Fille de l’Eau             | Fille de l’Eau                | Sandra Desmazières                      | Francia            |
| I’m Glad You’re Dead Now   | I’m Glad You’re Dead Now      | Tawfeek Barhom                          |                    |
| Hypersensitive             | Hypersensible                 | Martine Froissard                       |                    |
| Lili                       | 女孩                          | Zhaoguang Luo and Shuhan Liao           | China              |
| The Loneliness of Lizards  | A Solidão dos Lagartos        | Inês Nunes                              | Portugal           |
| The Spectacle              | The Spectacle                 | Bálint Kenyères                         | Hungría            |
| Vultures                   | Aasvoëls                      | Dian Weys                               | Sudáfrica          |

### Cinéfondation
La sección Cinéfondation (o La Cinéf) se centra en películas realizadas por estudiantes de escuelas de cine. El Festival de Cannes concede una beca de 15000 euros al ganador del Primer Premio, 11250 euros al ganador del Segundo Premio y 7500 euros al ganador del Tercer Premio. Se seleccionaron 13 películas de imagen real y 3 de animación de entre las 2700 presentadas por escuelas de cine de todo el mundo:
| Título en inglés                            | Título original              | Director(es)              | Escuela                                                           |
| ------------------------------------------- | ---------------------------- | ------------------------- | ----------------------------------------------------------------- |
| 12 Moments Before the Flag-Raising Ceremony | 升旗手                       | Qu Zhizheng               | Academia de Cine de Pekín, China                                  |
| A Doll Made Up of Clay                      | A Doll Made Up of Clay       | Kokob Gebrehaweria Tesfay | Instituto de Cine y Televisión Satyajit Ray, India                |
| Bimo                                        | Bimo                         | Oumnia Hanader            | CinéFabrique, Francia                                             |
| The Bird from Within                        | O Pássaro de Dentro          | Laura Anahory             | Escola das Artes - UCP, Portugal                                  |
| Ether                                       | Ether                        | Vida Skerk                | Escuela Nacional de Cine y Televisión, Reino Unido                |
| First Summer                                | 첫여름                       | Heo Gayoung               | KAFA, Corea del Sur                                               |
| The Land of Slumber                         | Le Continent Somnambule      | Jules Vésigot-Wahl        | La Fémis, Francia                                                 |
| The Lightning Rod                           | Matalapaine                  | Helmi Donner              | Universidad Aalto, Finlandia                                      |
| Maybe in March                              | Maske i Marts                | Mikkel Bjørn Kehlert      | Super16, Dinamarca                                                |
| Milk and Cookies                            | Fursecuri si Lapte           | Andrei Tache-Codreanu     | Universidad Nacional de Teatro y Cine Ion Luca Caragiale, Rumanía |
| My Grandmother is a Skydiver                | My Grandmother is a Skydiver | Polina Piddubna           | Filmuniversität Babelsberg Konrad Wolf, Alemania                  |
| Ginger Boy (Separated)                      | ジンジャーボーイ             | Miki Tanaka               | ENBU Seminar, Japón                                               |
| The Sorceress Echo                          | Per Bruixa i Merzinera       | Marc Camardons            | ESCAC, España                                                     |
| Talk Me                                     | Talk Me                      | Joecar Hanna              | Universidad de Nueva York, Estados Unidos                         |
| Three                                       | Tres                         | Juan Ignacio Ceballos     | UCINE, Argentina                                                  |
| Winter in March                             | Winter in March              | Natalia Mirzoyan          | Academia Estonia de las Artes, Estonia                            |

### Clásicos de Cannes
Se seleccionaron las siguientes películas para su proyección:
| Título en inglés     | Título original      | Director(es)         | País de producción   |
| Grabados restaurados | Grabados restaurados | Grabados restaurados | Grabados restaurados |
| -------------------- | -------------------- | -------------------- | -------------------- |

### Cinéma de la Plage
La programación de la sección Cinéma de la Plage incluye películas clásicas, conmemoraciones y estrenos mundiales de nuevas producciones en la Plage Macé de Cannes. Se han seleccionado las siguientes películas para su proyección:
| Título en inglés | Título original | Director(es) | País de producción |
| ---------------- | --------------- | ------------ | ------------------ |

### Competencia de inmersión
En la segunda edición de la Competencia inmersivo, se seleccionaron nueve obras inmersivas para el concurso, mientras que siete producciones se presentarán fuera de concurso. Todas las obras de la exposición explorarán la evolución del medio y establecerán paralelismos entre la realidad virtual, la producción virtual, el cine y la narración colectiva. Se seleccionaron las siguientes películas para su proyección:
| Título en inglés         | Título original          | Director(es)                                         | País de producción                   |
| En competencia           | En competencia           | En competencia                                       | En competencia                       |
| ------------------------ | ------------------------ | ---------------------------------------------------- | ------------------------------------ |
| Beyond the Vivid Unknown | Beyond the Vivid Unknown | John Fitzgerald and Godfrey Reggio                   | Estados Unidos                       |
| The Exploring Girl VR    | The Exploring Girl VR    | Caroline Poggi y Jonathan Vinel                      | Francia, Grecia                      |
| Fillos do Vento: A Rapa  | Fillos do Vento: A Rapa  | Brais Revalderia and María Fernanda Ordóñez Morla    | España, Estados Unidos               |
| From Dust                | From Dust                | Michel van der Aa                                    | Países Bajos                         |
| In the Current of Being  | In the Current of Being  | Cameron Kostopoulos                                  | Estados Unidos, Francia              |
| Lacuna                   | Lacuna                   | Maartje Wegdam and Nienke Huitenga-Broeren           | Países Bajos                         |
| Lili                     | Lili                     | Navid Khonsari                                       | Estados Unidos, Reino Unido, Francia |
| Taxi                     | Taxi                     | Yamil Rodriguez, Michael Arcos and Stephen Henderson | Reino Unido                          |
| La Maison de Poupée      | La Maison de Poupée      | Caroline Poggi y Jonathan Vinel                      | Luxemburgo, Canadá                   |
| Fuera de competencia     |                          |                                                      |                                      |
| Chez Moi                 | Chez Moi                 | Victoria Yakubova and Frédéric Le Louët              | Francia                              |
| Trailblazer              | Trailblazer              | Eloise Singer                                        | Reino Unido                          |
| Enfoque                  |                          |                                                      |                                      |
| Battlefield              | Battlefield              | François Vautier                                     | Francia, Luxemburgo, Bélgica         |
| Ceci est mon Coeur       | Ceci est mon Coeur       | Nicolas Blies and Stéphane Hueber-Blies              | Luxemburgo, Francia, Canadá          |
| Floating with Spirits    | Floating with Spirits    | Juanita Onzaga                                       | Bélgica, Luxemburgo, Países Bajos    |
| Ito Meikyu               | Ito Meikyu               | Boris Labbé                                          | Francia, Luxemburgo                  |
| Oto's Planet             | Oto's Planet             | Gwenael François                                     | Luxemburgo, Canadá, Francia          |

## Secciones paralelas

### Semana de la crítica (Semaine de la critique)
La Semana de la Crítica es una selección paralela dedicada a las primeras y segundas películas. Las siguientes películas fueron seleccionadas para ser proyectadas en competición:
| Título en inglés                                 | Título original                       | Director(es)               | País de producción                           |
| En competencia                                   | En competencia                        | En competencia             | En competencia                               |
| ------------------------------------------------ | ------------------------------------- | -------------------------- | -------------------------------------------- |
| A Useful Ghost (CdO)                             | Pee Chai Dai Ka                       | Ratchapoom Boonbunchachoke | Tailandia, Francia, Singapur, Alemania       |
| Imago                                            | Imago                                 | Déni Oumar Pitsaev         | Francia, Bélgica                             |
| Kika                                             | Kika                                  | Alexe Poukine              | Bélgica, Francia                             |
| Left-Handed Girl                                 | 左撇子女孩                            | Shih-Ching Tsou            | Taiwán, Francia, Estados Unidos, Reino Unido |
| Nino (CdO)                                       | Nino (CdO)                            | Pauline Locques            | Francia                                      |
| Reedland (CdO)                                   | Rietland                              | Sven Bresser               | Países Bajos, Bélgica                        |
| Sleepless City (CdO)                             | Ciudad sin sueño                      | Guillermo Galoe            | España, Francia                              |
| Proyecciones Especiales                          |                                       |                            |                                              |
| Adam's Interest (película de apertura)           | L'intérêt d'Adam                      | Laura Wandel               | Bélgica, Francia                             |
| Baise-en-ville                                   | Baise-en-ville                        | Martin Jauvat              | Francia                                      |
| Dandelion's Odyssey (película de clausura) (CdO) | Planètes                              | Momoko Sato                | Francia, Bélgica                             |
| Love Letters (CdO)                               | Des preuves d’amour                   | Alice Douard               | Francia                                      |
| Competencia de Cortometrajes                     |                                       |                            |                                              |
| Alișveriș                                        | Alișveriș                             | Vasile Todinca             | Rumanía                                      |
| Bleat!                                           | கத்து!                                  | Ananth Subramaniam         | Malasia, Filipinas, Francia                  |
| Critical Condition                               | КРИТИЧНЕ СТАНОВИЩЕ                    | Mila Zhluktenko            | Alemania                                     |
| Erogenesis                                       | Erogenesis                            | Xandra Popescu             | Alemania                                     |
| Free Drum Kit                                    | Donne Batterie                        | Carmen Leroi               | Francia                                      |
| Glasses                                          | An-Gyeong                             | Yumi Joung                 | Corea del Sur                                |
| God is Shy                                       | Dieu est timide                       | Jocelyn Charles            | Francia                                      |
| The Mine                                         | L'mina                                | Randa Maroufi              | Marruecos, Francia, Italia, Catar            |
| Samba Infinito                                   | Samba Infinito                        | Leonardo Martinelli        | Brasil, Francia                              |
| Wonderwall                                       | Wonderwall                            | Róisín Burns               | Reino Unido, Francia                         |
| Proyecciones Especiales - Cortometrajes          |                                       |                            |                                              |
| Eraserhead in a Knitted Shopping Bag             | Eraserhead dans un Filet à Provisions | Lili Koss                  | Francia, Bulgaria                            |
| No Skate!                                        | No Skate!                             | Guil Sela                  | Francia                                      |
| To the Woods                                     | Une Fugue                             | Agnès Patron               | Francia                                      |

(CdO)' indica película candidata a la Caméra d'or como ópera prima.

### Quincena de Cineastas (Quinzaine des cinéastes)
Las siguientes películas fueron seleccionadas para ser proyectadas en la sección Quincena de Realizadores (Quinzaine des cinéastes):
| Título en inglés                         | Título original                          | Director(es)                                       | País de producción                                 |
| Películas                                | Películas                                | Películas                                          | Películas                                          |
| ---------------------------------------- | ---------------------------------------- | -------------------------------------------------- | -------------------------------------------------- |
| Brand New Landscape (CdO)                | 見はらし世代                             | Yuiga Danzuka                                      | Japón                                              |
| Dangerous Animals                        | Dangerous Animals                        | Sean Byrne                                         | Australia                                          |
| Death Does Not Exist                     | La mort n'existe pas                     | Félix Dufour-Laperrière                            | Canadá, Francia                                    |
| Enzo (película de apertura)              | Enzo (película de apertura)              | Robin Campillo                                     | Francia, Italia, Bélgica                           |
| The Girl in the Snow (CdO)               | L'Engloutie                              | Louise Hémon                                       | Francia                                            |
| Girl on Edge (CdO)                       | 花漾少女杀人事件                         | Jinghao Zhou                                       | China                                              |
| The Girls We Want (CdO)                  | Les filles désir                         | Prïncia Car                                        | Francia                                            |
| Her Will Be Done                         | Que ma volonté soit faite                | Julia Kowalski                                     | Francia, Polonia                                   |
| Kokuho                                   | 国宝                                     | Lee Sang-il                                        | Japón                                              |
| Lucky Lu (CdO)                           | Lucky Lu (CdO)                           | Lloyd Lee Choi                                     | Estados Unidos, Canadá                             |
| Militantropos (ŒdO)                      | Мілітантропос                            | Yelizaveta Smith, Alina Gorlova and Simon Mozgovyi | Ucrania, Francia, Austria                          |
| Mirrors No. 3                            | Miroirs No. 3                            | Christian Petzold                                  | Alemania                                           |
| The Party's Over!                        | Classe moyenne                           | Antony Cordier                                     | Francia, Bélgica                                   |
| Peak Everything                          | Amour Apocalypse                         | Anne Émond                                         | Canadá                                             |
| The President's Cake (CdO)               | مملكة القصب                              | Hasan Hadi                                         | Irak, Catar, Estados Unidos                        |
| Sorry, Baby (película de clausura) (CdO) | Sorry, Baby (película de clausura) (CdO) | Eva Victor                                         | Estados Unidos                                     |
| Untamable                                | Indomptables                             | Thomas Ngijol                                      | Camerún, Francia                                   |
| Wild Foxes (CdO)                         | La danse des renards                     | Valéry Carnoy                                      | Francia, Bélgica                                   |
| Yes!                                     | Ken!                                     | Nadav Lapid                                        | Israel, Francia, Alemania, Chipre                  |
| Cortometrajes                            |                                          |                                                    |                                                    |
| +10k                                     | +10k                                     | Gala Hernández López                               | Francia, España                                    |
| Before the Sea Forgets                   | Before the Sea Forgets                   | Ngọc Duy Lê                                        | Singapur                                           |
| Blue Heart                               | Cœur bleu                                | Samuel Suffren                                     | Haití, Francia                                     |
| The Body                                 | The Body                                 | Louris van de Geer                                 | Australia                                          |
| Bread Will Walk                          | Le pain se lève                          | Alex Boya                                          | Canadá                                             |
| Death of the Fish                        | La mort du poisson                       | Eva Lusbaronian                                    | Francia                                            |
| Karmash                                  | کرمش                                     | Aleem Bukhari                                      | Pakistán                                           |
| Loynes                                   | Loynes                                   | Dorian Jespers                                     | Bélgica, Francia, Macedonia del Norte, Reino Unido |
| Nervous Energy                           | 兩個女導演                               | Eve Liu                                            | Estados Unidos                                     |
| When the Geese Flew                      | When the Geese Flew                      | Arthur Gay                                         | Nueva Zelanda                                      |

(CdO) indica película candidata a la Caméra d'or como ópera prima.
(ŒdO) indica película elegible para el L'Œil d'or como documental.

### ACID
Las siguientes películas fueron seleccionadas para ser proyectadas en la sección de la ACID (Asociación de Cine Independiente para la Distribución), compuesta por seis largometrajes de ficción y 3 documentales:
| Título en inglés                          | Título original                           | Director(es)                                       | País de producción        |
| ----------------------------------------- | ----------------------------------------- | -------------------------------------------------- | ------------------------- |
| L'aventura                                | L'aventura                                | Sophie Letourneur                                  | Francia                   |
| The Black Snake                           | La Couleuvre Noire                        | Aurélien Vernhes-Lermusiaux                        | Francia, Colombia, Brasil |
| Drifting Laurent                          | Laurent dans le Vent                      | Anton Balekdjian, Léo Couture and Mattéo Eustachon | Francia                   |
| Drunken Noodles                           | Drunken Noodles                           | Lucio Castro                                       | Estados Unidos, Argentina |
| Entroncamento                             | Entroncamento                             | Pedro Cabeleira                                    | Portugal, Francia         |
| A Light That Never Goes Out (CdO)         | A Light That Never Goes Out (CdO)         | Lauri-Matti Parppei                                | Finlandia, Noruega        |
| Life After Siham (ŒdO)                    | La Vie Après Siham                        | Namir Abdel Messeeh                                | Francia, Egipto           |
| Obscure Night - "Ain't i a Child?" (ŒdO)  | Nuit Obscure - «Ain't i a Child?»         | Sylvain George                                     | Francia, Suiza, Portugal  |
| Put Your Soul on Your Hand and Walk (ŒdO) | Put Your Soul on Your Hand and Walk (ŒdO) | Sepideh Farsi                                      | Francia, Palestina, Irán  |

(CdO) indica película candidata a la Caméra d'or como ópera prima.
(ŒdO) indica película elegible para el L'Œil d'or como documental.

## Premios oficiales

### Palma de Oro Honorífica
- Robert De Niro[6]
- Denzel Washington[7]

## Premios independientes

### Quincena de Cineastas
- Carrosse d’Or: Todd Haynes[29]